# Slot Sankt Emmeram

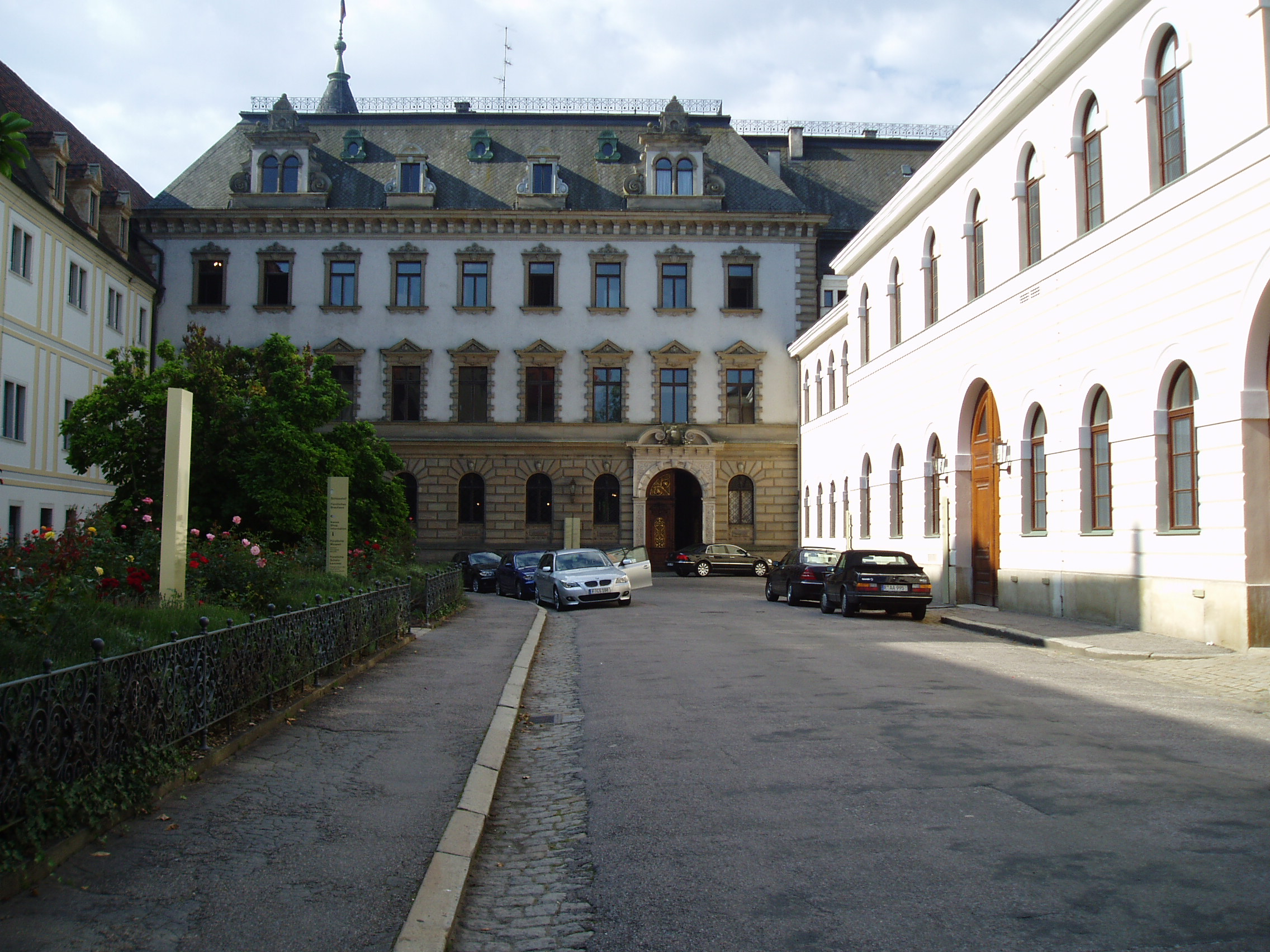

Slot Sankt Emmeram, ook wel Slot Thurn und Taxis geheten, is het familieslot van het huis Thurn und Taxis in Regensburg. 

## Geschiedenis
De familie Thurn und Taxis had eeuwenlang het recht op de postbestelling gehad binnen de Duitse landen en het Heilige Roomse Rijk. In 1806 was aan het erfelijke hoofdpostmeesterschap een einde gekomen en ter compensatie verkreeg de familie verschillende bezittingen toegewezen, waaronder - in 1810 -  de Abdij Sankt Emmeram. Vanaf 1812 liet vorst Karl Alexander von Thurn und Taxis het abdijcomplex door de Frans-Duitse architect Jean Baptiste Métivier uitbouwen tot residentie. Tot op de dag van vandaag wordt een groot deel van deze residentie nog bewoond door leden van de familie Thurn und Taxis.

## Museum
Daarnaast is het slot een museum. Bezichtigd kunnen worden verschillende pronkkamers, met Brusselse wandtapijten. Ook is een deel van de inrichting van het voormalig Paleis Thurn und Taxis in Frankfurt am Main te bezichtigen. Ook de kloostergang en de oudste gedeelten van de abdij zijn te bezichtigen. In de stallen is een groot aantal historische koetsen te zien.